# Paolo Dondarini
Paolo Dondarini (Bologna, 1º ottobre 1968) è un ex arbitro di calcio italiano.

## Carriera
Appartenente alla sezione Associazione Italiana Arbitri (AIA) di Finale Emilia, viene promosso nella massima divisione italiana nel 2000 (assieme, fra l'altro, a Matteo Trefoloni, Tiziano Pieri ed Emidio Morganti), per decisione del designatore Maurizio Mattei. Il suo debutto in Serie A risale al 2001, quando arbitra la partita tra Piacenza e Lecce.
Nel 2005 ha diretto per la prima volta il derby capitolino tra Roma e Lazio, e lo stesso anno venne promosso al rango di arbitro internazionale. Sempre nel 2005 ha rappresentato la classe arbitrale italiana ai Giochi del Mediterraneo svoltisi ad Almería, in Spagna.
Nel 2006 il suo nome viene coinvolto nell'inchiesta Calciopoli, relativa al campionato di calcio di serie A 2004-2005: Paolo Dondarini viene condannato dalla Corte d'appello federale FIGC ed invece prosciolto a titolo definitivo nel successivo giudizio di fronte alla Corte Federale. Nel giugno 2007 la Procura della Repubblica di Napoli, nell'ambito dell'inchiesta Calciopoli sotto il profilo penale, ne chiede il rinvio a giudizio per il reato di frode sportiva. Dopo la condanna in primo grado del rito abbreviato, è stato assolto dalla Corte di Appello di Napoli il 5 dicembre 2012 per non aver commesso il fatto.
Nel 2009 arbitra la finale della Hayastani Ankaxowt'yan Gavat' tra il Banants e l'FC Pyunik.
Il 1º luglio 2009, dopo aver totalizzato 93 presenze nella massima serie, conclude la sua carriera arbitrale con la dismissione dalla CAN A/B per normale avvicendamento e la conseguente perdita del titolo di internazionale; una settimana dopo, l'8 luglio, è stato nominato vice commissario alla Commissione Arbitri Interregionale (CAI), carica dalla quale si dimette subito dopo la condanna in 1º grado nel processo Calciopoli.
Nel 2010 viene eletto presidente della sezione AIA di Finale Emilia, prendendo il posto di Massimo Pederzini, ma la sua elezione, validata dal Comitato Regionale, viene annullata dal Comitato Nazionale AIA presieduto da Marcello Nicchi.
Rientrato nell'AIA dopo esserne uscito per dimissioni, diventa componente della Can D nella stagione 2022/2023.
Attualmente ricopre la carica di Presidente del Comitato Regionale Arbitri dell'Emilia Romagna.

## Calciopoli
Il 14 dicembre 2009 viene condannato, in 1º grado, dal filone napoletano del processo penale di Calciopoli, a due anni di reclusione e 20 000 Euro di multa.
A seguito di questa inaspettata pronuncia, immediatamente si dimette dall'incarico direttivo alla Commissione Arbitri Interregionale.
Nel dicembre 2012 viene però assolto in secondo grado dalla Corte d'Appello.
Il 12 febbraio 2010 viene eletto Presidente della Sezione AIA di Finale Emilia, ma dopo pochi giorni il Comitato Nazionale dell'AIA decide di commissariare la Sezione, facendo decadere Dondarini. Contro quest'ultima decisione, Dondarini si rivolge al Tribunale Nazionale di Arbitrato dello Sport, ma il suo ricorso viene respinto. Tuttora pende il ricorso che lo stesso ha presentato al TAR del Lazio avverso questa decisione.
Il 24 marzo 2015 in Cassazione viene dichiarato inammissibile il ricorso della Procura contro la sua assoluzione.